# Ollie Kirkby
Ollie Kirkby (26 de septiembre de 1886 – 7 de octubre de 1964) fue una artista de vodevil y actriz teatral y cinematográfica de nacionalidad estadounidense, activa en la época del cine mudo. 

## Biografía
Nacida en Filadelfia, Pensilvania, su nombre real era Olive Kirby. Como actriz cinematográfica, dedicó su carrera a la interpretación en cortometrajes y seriales, todos ellos estrenados entre 1913 y 1926. 
Además de actuar, ella también escribió guiones, entre ellos los de Bulldog Courage (1922) y The Pell Street Mystery (1924), en colaboración con su marido, el actor George Larkin, con el que vivió desde 1918, año de su boda, hasta el momento de la muerte de él en 1946. 
Ollie Kirkby falleció en 1964 en Glendale, California, a causa de una neumonía.

## Filmografía
- The Girl and the Gangster (1913)
- The Wiles of a Siren (1914)
- The Potter and the Clay, de George Melford (1914)
- The Key to Yesterday, de John Francis Dillon (1914)
- The Last Chapter, de William Desmond Taylor (1914)
- The Girl Detective, de James W. Horne (1915)
- The Trap Door, de James W. Horne (1915)
- The Voice from the Taxi, de James W. Horne (1915)
- The Tattooed Hand, de James W. Horne (1915)
- The Clairvoyant Swindlers, de James W. Horne (1915)
- Scotty Weed's Alibi, de James W. Horne (1915)
- The Closed Door, de James W. Horne (1915)
- The Figure in Black, de James W. Horne (1915)
- The Money Leeches, de James W. Horne (1915)
- The Vanishing Vases, de James W. Horne (1915)
- The Accomplice, de James W. Horne (1915)
- The Frame-Up, de James W. Horne (1915)
- The Straight and Narrow Path
- The Strangler's Cord
- Mysteries of the Grand Hotel
- The Disappearing Necklace
- The Secret Code
- The Riddle of the Rings
- The Substituted Jewel
- The Barnstormers
- The False Clue
- The Wolf's Prey
- The Man on Watch
- The Man in Irons
- Stingaree, de James W. Horne (1915)
- An Enemy of Mankind, de James W. Horne (1915)
- A Voice in the Wilderness, de James W. Horne (1915)
- The Black Hole of Glenrenald, de James W. Horne (1915)
- To the Vile Dust, de James W. Horne (1915)
- A Bushranger at Bay, de James W. Horne (1915)
- The Taking of Stingaree, de James W. Horne (1915)
- The Honor of the Road, de James W. Horne (1916)
- The Purification of Mulfers, de James W. Horne (1916)
- The Duel in the Desert, de James W. Horne (1916)
- The Villain Worshipper, de James W. Horne (1916)
- The Moth and the Star, de James W. Horne (1916)
- The Social Pirates
- The Little Monte Carlo
- The Corsican Sisters
- The Parasite, de James W. Horne (1916)
- The War of Wits, de James W. Horne (1916)
- The Millionaire Plunger, de James W. Horne (1916)
- The Master Swindlers, de James W. Horne (1916)
- The Rogue's Nemesis, de James W. Horne (1916)
- Sauce for the Gander, de James W. Horne (1916)
- The Missing Millionaire, de James W. Horne (1916)
- Unmasking a Rascal, de James W. Horne (1916)
- The Fangs of the Tattler, de James W. Horne (1916)
- The Disappearance of Helen Mintern, de James W. Horne (1916)
- In the Service of the State, de James W. Horne (1916)
- The Music Swindlers, de James W. Horne (1916)
- Black Magic, de James W. Horne (1916)
- The Code Letter
- Grant, Police Reporter
- The Missing Heiress
- The Pencil Clue
- The Man from Yukon
- The Rogue's Pawn
- The House of Three Deuces
- The Wizard's Plot
- The Trunk Mystery
- The Menace, de Robert Ellis (1916)
- The Tiger's Claw, de Robert Ellis (1916)
- A Mission of State
- The House of Secrets
- The Trail of Graft
- The Black Circle, de Robert Ellis (1917)
- The Violet Ray
- The Trap, de Robert Ellis (1917)
- The Net of Intrigue
- The Screened Vault
- Winged Diamonds
- The Mirror of Fear
- In the Web of the Spider
- The Vanishing Bishop
- The Missing Financier
- The Secret of the Borgias
- The Veiled Thunderbolt
- The Further Adventures of Stingaree, de Paul Hurst (1917)
- Mystery of Room 422
- A Deal in Bonds
- The Man with the Limp
- The Fringe of Society
- Sign of the Scarf
- Tango Cavalier
- Mysterious Goods
- Gentleman Unafraid
- The Apache Dancer
- Stop at Nothing
- Yankee Madness
- Midnight Secrets
- The Pell Street Mystery
- Getting 'Em Right, de Jack Harvey (1925)
- Never Too Late, de Forrest Sheldon (1925)
- Silver Fingers, de J.P. McGowan (1926)
- Modern Youth, de Jack Nelson (1926)